# Филетеадо
Филетеадо (шп. Fileteado) је стил уметничког цртања и писања типичан за Буенос Ајрес ( Аргентина). Користи се за у изради рекламних табли, знакова украшавање кућа или градских возила каква су такси возила, камиони, па чак и стари колективоси - Аутобуси у Буенос Ајресу.
Филете (редови у филетеадо стилу) су обично препуни обојених украса и симетрија употпуњених поетским фразама, изрекама и афоризмима, шаљивим или несташним, емоционалним или филозофским. Слике се односе на градско наслеђе које укључује социјалне и верске елементе, делујући као облик колективног сећања. Популарни дизајни укључују иконе које представљају свеце, политичаре, музичке и спортске идоле. Они су део културе становника Буенос Ајреса од почетка 20. века. Карактеришу их линије које се претварају у спирале, јарке боје, употреба симетрије, тродимензионални ефекти кроз сенке и перспективе и испуњеност површине. Мотиви су углавном стилизовано лишће и цвеђе, животиње, рогови изобиља, заставе, траке и драго камење.
Филете су рођене као једноставни украси, постајући симболични облик урбане уметности. Многи од његових покретача били су европски имигранти, који су из Европе донели неке елементе каснијег филетеада који је, помешана са локалним традиционалним уметничким стиловима, постао препознатљива аргентинска уметничка форма. Филетеадо је препознат као јединствена уметност након 1970. године, када је први пут изложен. Године 2015. ова уметност уписана је на УНЕСКО-ву листу нематеријалног културног наслеђа света.

## Историја
Филетеадо је почео на сивим колима која су вукли коњи, а који су превозили воће, млеко, намирнице и хлеб крајем 19. века.
О филетеаду постоји врло мало документације. Не постоји тачан датум који обележава његово рођење или први уметник те уметности. Због тога се историја филетеада формира на основу појединачних сведочења. Према неким записима, пионири ове уметности били су италијански имигранти, који су радили у фабрикама возила и сликали прве украсе на њима. У почетку се радило о једноставним линијама. Временом су додати украсни елементи који су почели да обликују карактеристике филетеада. 
Сликар који је украшавао колица звао се Филетеадор, јер је посао обављао четкицама са дугим нитима званим и „четке за израду филета“. Ово је реч изведена из латинског „Filum“, што значи „нит“, односећи се на уметност у танкој линији која служи као украс.
У то време су се појавили многи сликари специјалисти попут Вићента Брунетија, Цецилиа Паскарела, Ернеста Мађорија и Пепеа Агуада као и Мигуел Вентура, сина Салвадора Вентуре. Овај последњи је био капетан Трговачке морнарице Италије која је основала Буенос Ајрес, где се посветио филетеаду, укључујући мноштво мотива из своје матичне земље. Мигуел је студирао сликарство и побољшао очеву технику, а многи сликари су сматрали да је обликовао филете. Приписује му се увођење птица, цвећа, дијаманата и змајева у мотиве, као и дизајн слова на вратима камиона. Будући да је порез био наметнут на врло велика слова, Мигуел је правио мања, али окружена врло живописним и сложеним дизајном како би скренула пажњу.

## Главне формалне одлике
У књизи Filete porteño, Алфреда Ђеновезеа, антрополог, Норберто Кирио описује главне формалне карактеристике филетеадоа као:
1. Висок степен стилизације
2. Превладавање живих боја
3. Употреба сенчења и истицања како би се створила илузија дубине
4. Преферирана употреба готског стила фонта или високо детаљних слова
5. Готово опсесивно понављање симетрије
6. Уоквиривање сваке композиције када је завршена
7. Ефикасно коришћење расположивог простора
8. Симболична концептуализација многих представљених слика (потковица као симбол среће, змај као симбол снаге).

С обзиром на приказане слике и написане поруке, филете су рађене не само у естетске сврхе, већ и као узорак друштвених и културних вредности становника Буенос Ајреса.

## Филетеадо данас
Први озбиљни покушај да се прикаже вредност ове уметности била је изложба радова различитих уметника које су направили Естер Баругел и Николас Рубио 1970. Њихов рад обухваћен је у књизи Los maestros fileteadores de Buenos Aires 1994. године. Али ништа није могло спречити пад примене филета на возилима 70-их: 1975. године усвојен је закон од стране војне диктатуре, који је филете забранио на градским аутобусима у Буенос Ајресу. Сматрано је да збуњује путнике који покушавају да дешифрују бројеве и трасе аутобуса усред украса. Већина радњи у којима су били запослени филете уметници биле су затворене. Многи учитељи су умрли, радионице затворене, и нико од њих није успео да подучи нову генерацију. Можда је овај делимични нестанак био неопходан да би филете почеле да добијају нову примену, што је у то време било незамисливо. Од тада се филете примењују на слике, украсне предмете и рекламе. Иако је ово филете одвојило од првобитног контекста и традиционалних техника, почеле су се примењује кроз нове намене, попут графичког дизајна, фарбања тела, рекламирања и тетоважа. Захваљујући томе, филете су полако постале иконографски симбол града, заједно са својим најрепрезентативнијим музичким жанром: тангом. Сада га можете видети свуда од излога продавница до металних плоча које се продају на пијачним тезгама до џиновских рекламних паноа. 
Закон је укинут тек 2006. године. 31-годишња забрана, у комбинацији са економском кризом која је уследила 1980-их, довела је до затварања многих студија који су некада запошљавали филетеадоре. Али филетеадо је доживео поновни раст последњих деценија, уметници су за свој рад набавили алтернативна платна.
Алфредо Ђеновезе се вештином филетеада бави више од 20 година. Студирао је ликовну уметност и био је изненађен када је сазнао да се филетеадо није појавио у наставном програму. Узимајући ствари у своје руке, две године је учио код мајстора филетеада Леона Унтроиба и на крају је своју сликарску каријеру заменио каријером филетеадора. Он један од ретких људи који филетеадо уводе у 21. век. Ужива у изазову да прихвати стари начин рада. Његова методологија је и даље невероватно занатска и он никада не израђује ниједан свој дизајн дигитално. 
Ђеновезе је познати аргентински филетеадор који је написао неколико књига о тој теми, али ова књига посебно покрива сваки аспект од тема, мотива и дизајна до техничких аспеката и примене и употребе током историје, од аутобуса до боди арт-а, уз обиље илустрација у боји.
2004. године, Генерални директорат музеја у Буенос Ајресу дао је уметницима филетеада да осликају шест фасада у улици Јеан Јаурес, у истом блоку Музеја куће Карлос Гардела. Данас су ова бетонска платна највећа изложба филетеада на отвореном.

## Галерија
- Улични знак на авенији Коријентес 348
- Кућа у улици Јеан Јаурес
- Филетеадо у улици Јеан Јаурес
- Фразе филетеадо
- Олдтајмер такси са филетеадо цртежима
- Слика Карлоса Гардела, срце танга
- Слика фреске, Јорге Мусциа (1998)
- Филетеада за Параду крава, Јорге Мусциа (2006)
- Филетеада на патикама
- Пример изреке филетеада, који гласи „Узео сам времена док сам га правио да би лепо испало.“